# ハンガリー功労勲章騎士十字章 (1922年)
ハンガリー功労勲章騎士十字章（日:ハンガリーこうろうくんしょうきしじゅうじしょう、洪:A Magyar Érdemrend lovagkeresztje）は、
1922年6月14日にホルティ・ミクローシュによって設立された功労勲章の1つである。

## 概要
直径42mmの白いエナメルの十字架で、中心に緑のフチ付きのメダルが付いている。
メダルには、王冠と金のロレーヌ十字が描かれている。
裏側にはモットー「Si Deus pro nobis, quis contra nos」が書かれており、三角形に折り畳まれた幅40mmほどの緑の布が付属している。
このリボンは、1939年4月14日からつけられた。この勲章は、1945年まで授与された。

## 勲章の画像
|  |  |  |
|  |  |  |

## 参考資料
- Dr. Szentváry-Lukács János. “Magyar rendjelek és kitüntetések” (magyar).   akm.jjsoft.hu. 2010年6月10日時点のオリジナルよりアーカイブ。2010年5月9日閲覧。
- “Magyar kitüntetések viselési sorrendje” (magyar és angol).   akm.jjsoft.hu. 2010年3月28日時点のオリジナルよりアーカイブ。2010年5月9日閲覧。
- Kitüntetések és jelvények - Horthy-korszak: Magyar Érdemkereszt, Magyar Érdemrend és Érdemérem (magyar nyelven)